# شهرستان گروجیسک ویلکوپولسکی
شهرستان گروجیسک ویلکوپولسکی (به لهستانی: Powiat Grodzisk Wielkopolski) یک شهرستان در لهستان است که در استان لهستان بزرگ‌تر واقع شده‌است. شهرستان گروجیسک ویلکوپولسکی ۶۴۳٫۷۲ کیلومتر مربع مساحت و ۴۹٬۴۴۴ نفر جمعیت دارد.